# Val-d’Oingt
Val-d’Oingt – gmina we Francji, w regionie Owernia-Rodan-Alpy, w departamencie Rodan. W 2013 roku liczba ludności wynosiła 3921 mieszkańców.
Gmina została utworzona 1 stycznia 2017 roku z połączenia dwóch ówczesnych gmin: Le Bois-d’Oingt, Oingt oraz Saint-Laurent-d’Oingt. Siedzibą gminy została miejscowość Le Bois-d’Oingt.